# Slangenborg
Slangenborg is een buurtje in de gemeente Westerwolde in de provincie Groningen. Het ligt direct ten oosten van Laude, tussen de N 368 en het Ruiten-Aa-kanaal.
Bij het buurtje ligt natuurkampeerterrein De Slangenborg. Dit terrein is ontstaan tijdens de voorlaatste ijstijd en is, vooral door de hoge ligging, sinds begin der tijden een overnachtingsplek geweest voor mens en dier. Onder andere nomaden als het Trechterbekervolk sloegen hier hun kamp op. Begin 20ste eeuw heeft het terrein een eigenaar gekregen en is het gebruikt als begrazingsgebied voor de schapen uit Ter Borg. In de jaren 40 zijn er gebouwen geplaatst en is men gestart met de beplanting van dit heidegebied. Het is een kleine twee jaar gebruikt door de Duitse bezetter die Nederlandse jonge dienstplichtigen hier ter werk stelden onder Duits commando.
Na de oorlog zijn de gebouwen afgebroken, is het terrein ruim 10 jaar ongemoeid gebleven. Sinds 1955 is De Slangenborg een officieel kampeerterrein.